# Lili Boniche
Lili Boniche, pseudonimo di Élie Boniche (in arabo ليلي بونيش‎?; Algeri, 29 aprile 1922 – Parigi, 6 marzo 2008), è stato un cantante algerino.

## Biografia
Nato nella qasba di Algeri in una famiglia ebraica algerina, il padre musicista incoraggia l'approccio del figlio alla musica, inviandolo fin da piccolo al maestro Messaoud El Mediouni, maestro di hawzi, genere musicale derivato dalla musica classica arabo-andalusa. Frequenta rinomate scuole di musica come Moutribia e al-Moussilia.
Virtuoso già a quindici anni nell'arte dell'oud, il direttore di Radio-Alger gli affida l'animazione di un programma dedicato al repertorio hawzi. Inventa un genere popolare, mescolando rumba, paso doble, tango, mambo e musica arabo-andalusa, scrivendo canzoni in franco-arabo. Alla vigilia della seconda guerra mondiale, Lili Boniche era famoso in tutto il Maghreb, esibendosi in tournée e animando poi il teatro per le forze armate. Nel 1946, a Parigi, si esibì al Soleil d'Algérie, un cabaret vicino a Place Pigalle con la canzone Bambino di Dalida.
Alla fine degli anni 1950, abbandonò la sua carriera sposando una contessa, e prese la direzione di quattro cinema ad Algeri, continuando però a cantare.
In seguito all'indipendenza dell'Algeria nel 1962 e al conseguente esodo dei pieds-noirs e degli ebrei algerini, si trasferì a Parigi, dedicandosi alla vendita di attrezzature per ufficio, mentre esercita musica in privato, esibendosi nelle feste della comunità ebraica maghrebina in Francia.
Torna sul palco a cavallo tra gli anni '80 e '90. Su richiesta di un giornalista, Francis Falceto, si esibisce in tutta Europa (al Barbican a Londra, all'Olympia a Parigi, in Germania, Belgio, Svezia, Svizzera, Italia, Spagna, ecc.) e in Giappone. Ha registrato l'album Alger, Alger, prodotto nel 1996 e pubblicato nel 1999, sotto la direzione artistica di Bill Laswell, bassista ed esperto produttore di world music.
Nel 2003, pubblica Œuvres récentes, in collaborazione con Matthieu Chedid e Manu Katché.
Nel 2007, in occasione della realizzazione di El Gusto, documentario dedicato ai musicisti chaabi ebrei e musulmani, il cantante non è più riuscito a salire sul palco e ha dovuto rinunciare a partecipare al progetto.

## Discografia
- Alger, Alger , Roir Records/E1, 16 febbraio 1999
- Œuvres récentes , APC  Play it Again Sam, 2003
- Il n'y a qu'un seul Dieu (live à l'Olympia), East West Warner Music Francia, 1999
- Trésors de la chanson judéo-arabe, Créon Mélodie